# خور کشندی

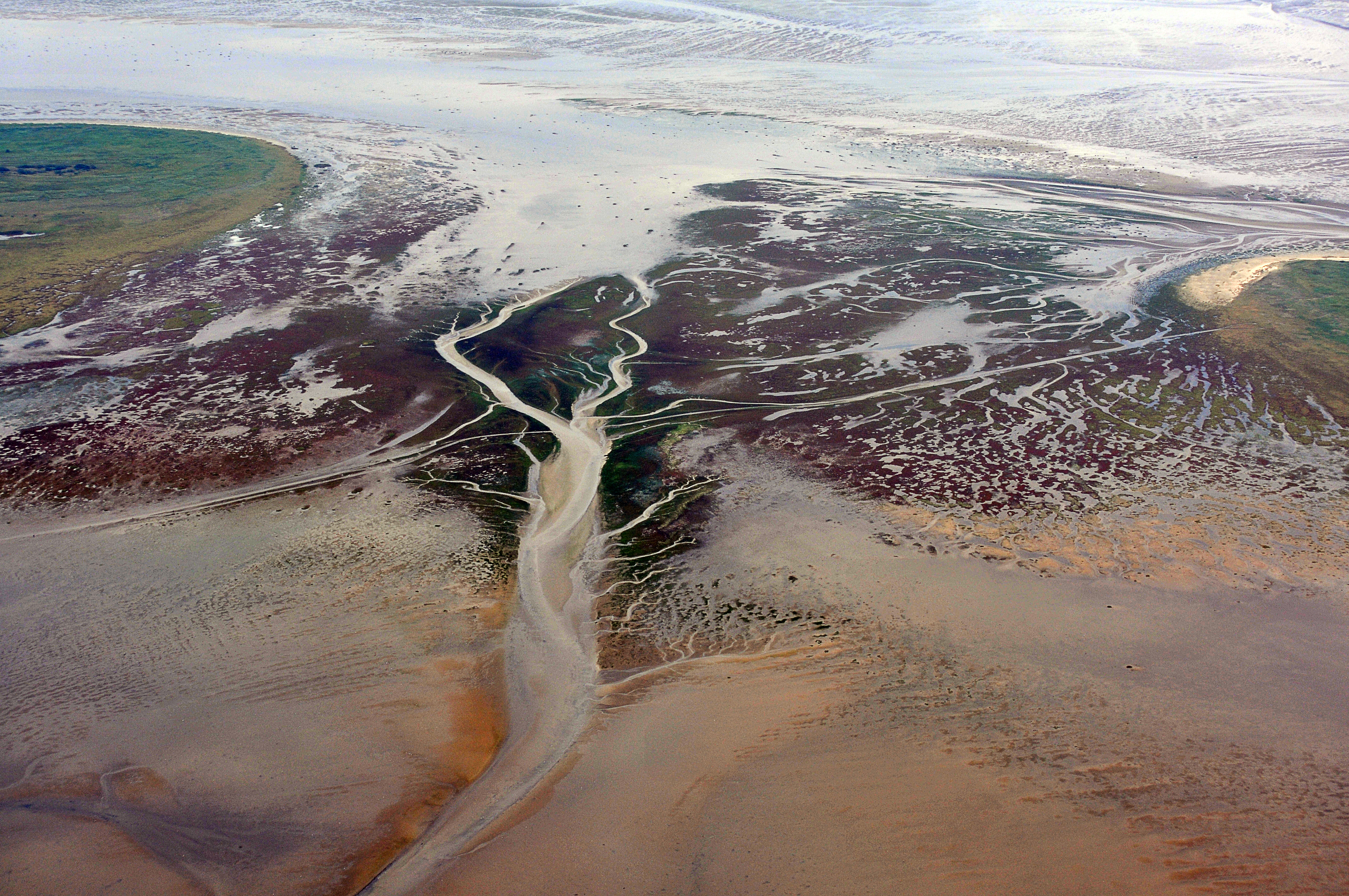
عکس هوایی از دریای شمال، کانال‌های کشندی بین جزایر نیگهورن (سمت چپ) و شرهورن (راست)

خور کشندی (به انگلیسی: Tidal creek) یا کانال کشندی (به انگلیسی: Tidal channel)، یک خلیجک یا مصب باریک است که تحت تأثیر کشندهای اقیانوسی قرار می‌گیرد. بنابراین، شوری و هدایت الکتریکی متغیری در چرخه کشندی دارد و نمک‌ها را از خاک‌های داخلی خارج می‌کند. نهرهای کشندی با سرعت کم‌آب مشخص می‌شوند که سبب تجمع رسوب‌های ریز و آلی در تالاب‌ها می‌شود. نهرها اغلب ممکن است یک کانال خشک تا گل‌آلود با جریان کم یا بدون جریان در جزر باشند، اما با عمق قابل توجهی از آب در کشندها باشند. با توجه به تنوع زمانی پارامترهای کیفیت آب در منطقه تحت تأثیر کشندها زیست‌بوم‌های منحصربه‌فرد مرتبط با نهرهای کشندی وجود دارد که اغلب به چنین مناطقی اختصاص دارند. مواد مغذی و مواد آلی در پایین‌دست به زیستگاه‌هایی که معمولاً اینها را ندارند، تحویل داده می‌شوند، در حالی که نهرها دسترسی به زیستگاه داخلی را برای جانداران آب شور فراهم می‌کنند.

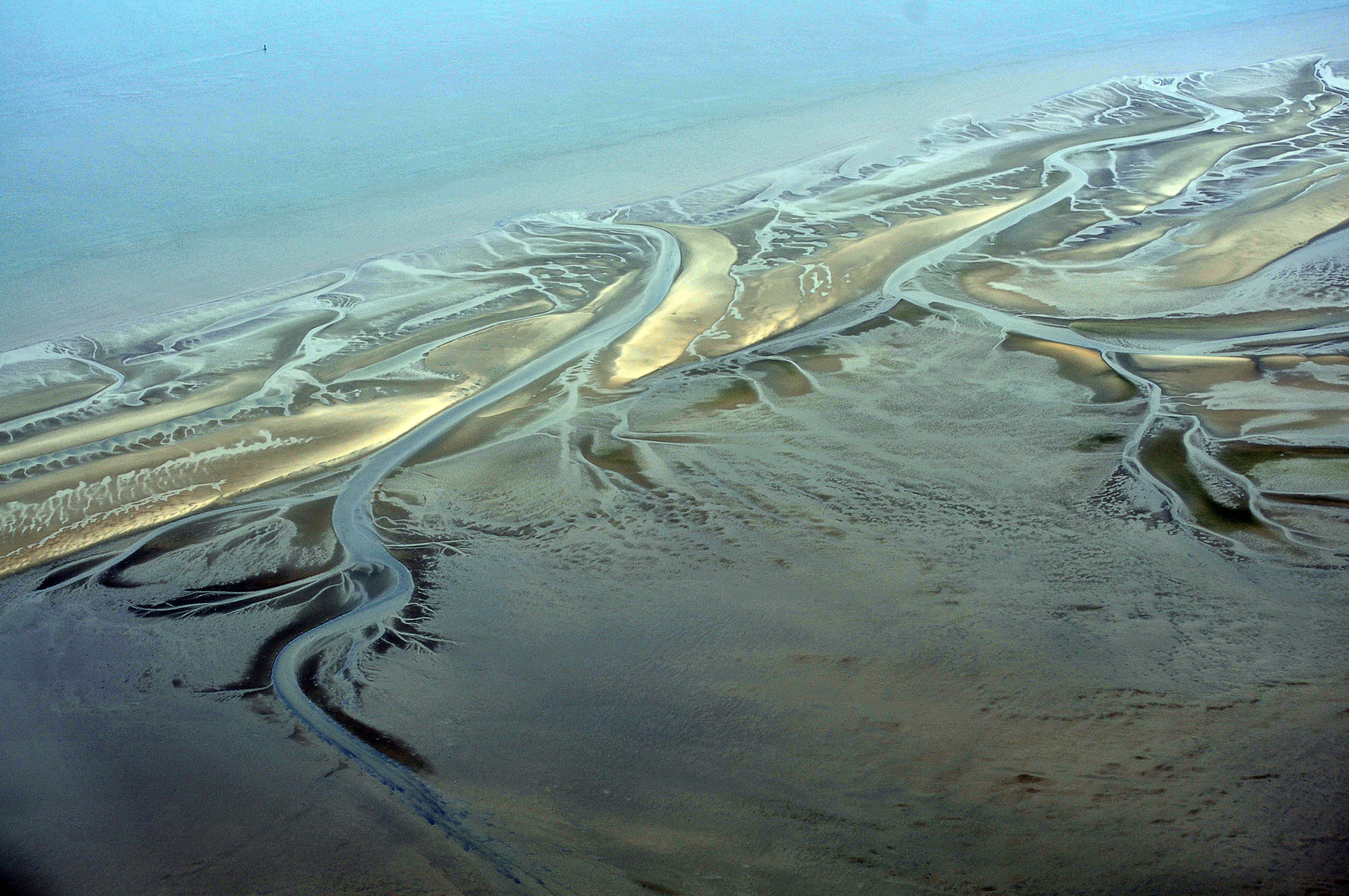
عکس هوایی از دریای شمال، خلیجک‌های کشندی از دریای وادن در شرهورن

کانال باریکی بین جزیره‌ها در فلوریدا کیز در آنجا به نام خور معروف است.  در مرزهای هند و پاکستان، این اصطلاح به ورودی‌های آب نمک محصورشده توسط حرا نیز صدق می‌کند. خورها در سراسر سواحل هند پراکنده هستند.